# Turbodiesel
Un turbodiesel, este în limbajul curent un motor diesel, care este dotat cu una sau mai multe turbine de supraalimentare ale motorului cu ardere internă pentru supraalimentarea acestuia cu aer. Tehnologia turbo este folosită la majoritatea motoarelor moderne.
De această formă combinată de încarcarea aerului, s-au folosit la autoturismele de raliu Lancia Delta S4 în ani 1980 la ≈ 200 exemplare.
Prima producție în serie de autoturisme cu turbină de supraalimentare, au fost motoarele diesel OM617 de Mercedes-Benz, începând din luna mai 1978 în modelul W116 tipul 300 SD și din anul 1979 în modelul W123 tipul 300 TD Turbodiesel.
Prima producție în serie de autocamioane cu turbină de supraalimentare, a fost motoarele diesel de MAN începând din anul 1951.
După un mers mai îndelungat la turații mari ale motorului, când turbina se poate supraîncălzi, se recomandă ca înainte de a opri motorul, acesta să mai funcționeze la turații reduse, pentru ca agregatul să nu rămână fără ungere și răcire.